# 加斯珀·維德瑪爾
加斯珀·維德瑪爾（1987年9月14日—），斯洛維尼亞籃球運動員，現在效力於土耳其球隊班維特籃球俱樂部，他也是斯洛維尼亞國家男子籃球隊的一員。